# Cumberland (Kentucky)
Pour les articles homonymes, voir Cumberland.
Cumberland est une ville américaine située dans le comté de Harlan, dans le Kentucky. Selon le recensement de 2020, sa population est de 1 947 habitants.